# Iver Nicolai Sehested
Iver Nicolai Sehested (1. september 1679 – 26. december 1752) var en dansk godsejer, officer og landsdommer
Han var søn af Axel Mogensen Sehested og Jytte Kjeldsdatter Krag. Han ejede Havnø (1711-19), Ørslev Kloster (1719-24), Strandet (1719-24) og Nøragergård (1724 indtil tvangsauktion 1730), blev page, 1700 fændrik ved Marineregimentet, 1701 sekondløjtnant og samme år premierløjtnant, 1704 karakteriseret kaptajn og fik 1712 afsked som karakteriseret major. 1730 blev Sehested justitsråd, 1731 landsdommer i Nørrejylland, 1747 etatsråd og 1752 virkelig etatsråd.
Han ægtede 1711 Adelheid (Alhed) Magdalena von Schwanewede (10. maj 1682 – begravet 11. august 1734 i Viborg, gift 1. gang med Niels Benzon).
Han er begravet i Viborg Domkirke.